# Gualdo Cattaneo
Gualdo Cattaneo – miejscowość i gmina we Włoszech, w regionie Umbria, w prowincji Perugia.
Według danych na rok 2004 gminę zamieszkiwało 6051 osób, 63 os./km².